# Пулс (часопис)
„Пулс“ је један од примера логорских рукописних листова. Издавали су га затвореници у логору Ашах на Дунаву, превођени уредником и касније значајним авангардним песником, Ранком Младеновићем.
Часопис је изашао у 52 броја током 1916. године, а у њему се расправља о актуелним темама у логору, на фронтовима, али и у култури и технологији. Објављиване су песме и светски чувених песника, попут Рембоа и Поа, које су невезане за рат. Часопис је у два наврата забрањен, јер је његов садржај угрожавао ауторитет Аустро-Угарске власти, а после друге забране се није обновио.